# Svjetsko prvenstvo u košarci – Filipini 1978.
Svjetsko prvenstvo u košarci 1978. održano je u Manili na Filipinima, u razdoblju od 1. – 14. listopada 1978. godine

## Konačni poredak
1.  Jugoslavija

2.  SSSR

3.  Brazil

4.  Italija

5.

6.

7.

8.

9.

10.

11.

12.

13.

14.

Najbolja petorica prvenstva:
Hrvatska je dala petoricu igrača u reprezentaciji Jugoslavije. To su bili:
- Krešimir Ćosić
- Željko Jerkov
- Andro Knego
- Duje Krstulović
- Branko Skroče